# Mimopogonius hirsutus
Mimopogonius hirsutus är en skalbaggsart som beskrevs av Stefan von Breuning 1974. Mimopogonius hirsutus ingår i släktet Mimopogonius och familjen långhorningar. Inga underarter finns listade i Catalogue of Life.